# 圣波勒
圣波勒（法語：Sainte-Paule，法語發音：[sɛ̃t pol]）是法国罗讷省的一个市镇，属于索恩河畔自由城区。

## 地理
圣波勒（45°57'41"N, 4°33'55"E）面积7.5 平方千米，位于法国奥弗涅-罗讷-阿尔卑斯大区罗讷省，该省份为法国中东部省份，北起顺时针与索恩-卢瓦尔省、安省、里昂大都会、伊泽尔省和卢瓦尔省接壤。
与圣波勒接壤的市镇（或旧市镇、城区）包括：里沃莱、科尼、莱特拉、泰尔南、维尔叙雅尔尼乌、瓦勒德万。

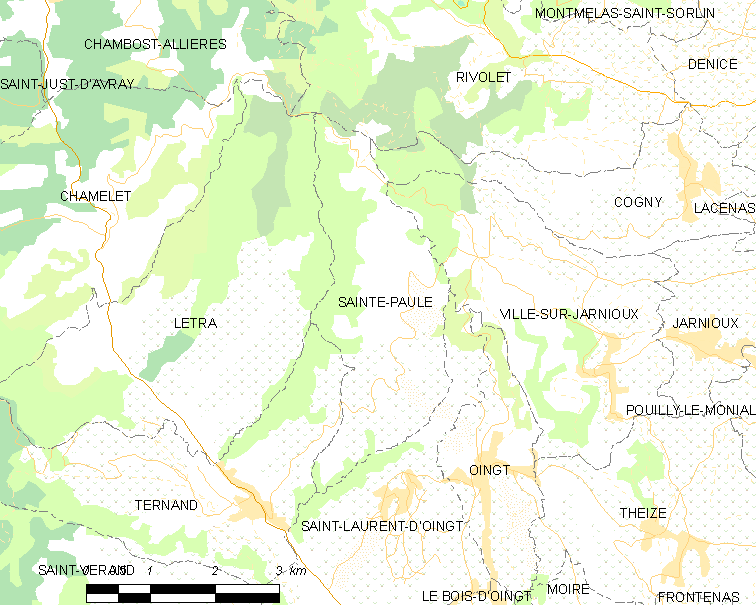
圣波勒的OSM定位图

圣波勒的时区为UTC+01:00、UTC+02:00（夏令时）。

## 行政
圣波勒的邮政编码为69620，INSEE市镇编码为69230。

## 政治
圣波勒所属的省级选区为瓦勒德万县。

## 人口

1962-2008年间圣波勒人口变化图示

圣波勒于2022年1月1日时的人口数量为330人。